# Johnny Madsens diskografi
Den danske sanger og sangskriver Johnny Madsens diskografi består af 15 studiealbum, to livealbum, og fire opsamlingsalbum.

## Album

### Studiealbum
| Titel | Album detaljer                                                            | Højeste placering | Certificering |
| Titel | Album detaljer                                                            | Danmark           | Certificering |
| --- | ------------------------------------------------------------------------- | ----------------- | ------------- |
| De tørre er de best... men våde er de flest                                                                 | - Udgivet: 1982 - Selskab: Harlekin - Format: LP, CD, kassettebånd        | *                 |               |
| Madsens septiktanker                                                                                        | - Udgivet: 1986 - Selskab: Pusher - Format: LP, CD                        | *                 |               |
| Chinatown, yellow moon og den sorte fugl                                                                    | - Udgivet: 1987 - Selskab: Pusher - Format: LP, CD                        | *                 |               |
| Udenfor sæsonen                                                                                             | - Udgivet: 1988 - Selskab: Pladecompagniet - Format: LP, CD               | *                 |               |
| Nattegn | - Udgivet: 1989 - Selskab: Pladecompagniet - Format: LP, CD, kassettebånd | *                 |               |
| Bounty Blue                                                                                                 | - Udgivet: 1991 - Selskab: Pladecompagniet - Format: LP, CD, kassettebånd | 5                 |               |
| Ses vi i Slesvig                                                                                            | - Udgivet: 31. oktober 1994 - Selskab: Pladecompagniet - Format: LP, CD   | 16                |               |
| Room service                                                                                                | - Udgivet: 7. marts 1997 - Selskab: Pladecompagniet - Format: CD          | 19                |               |
| Checkpoint Charlie                                                                                          | - Udgivet: 22. marts 1999 - Selskab: CMC - Format: CD                     | 18                | - Guld        |
| Den blinde lotterisælger sidder ganske stille på et flerfarvet lysstofrør og kigger opmærksomt ud mod havet | - Udgivet: 2001 - Selskab: RecArt - Format: CD                            | 18                |               |
| Regnmanden                                                                                                  | - Udgivet: 2003 - Selskab: RecArt - Format: CD                            | 11                |               |
| Spidsen af kuglen                                                                                           | - Udgivet: 22. marts 2007 - Selskab: RecArt - Format: CD                  | 3                 |               |
| Le New York                                                                                                 | - Udgivet: 2011 - Selskab: RecArt - Format: CD                            | 23                |               |
| Godt nyt | - Udgivet: 25. september 2015 - Selskab: REO, Universal - Format: CD, LP  | 1                 | - Platin      |
| "*" markerer at informationen ikke er tilgængelig.                                                          |                                                                           |                   |               |

### Livealbum
| Titel                        | Album detaljer                                          | Højeste placering |
| Titel                        | Album detaljer                                          | Danmark           |
| ---------------------------- | ------------------------------------------------------- | ----------------- |
| Halgal halbal – dobbelt live | - Udgivet: 1992 - Selskab: Pladecompagniet - Format: CD | 8                 |
| The Blues                    | - Udgivet: 26. marts 1998 - Selskab: CMC - Format: CD   | 40                |

### Opsamlingsalbum
| Titel                                                            | Album detaljer                                          | Højeste placering | Certificering |
| Titel                                                            | Album detaljer                                          | Danmark           | Certificering |
| ---------------------------------------------------------------- | ------------------------------------------------------- | ----------------- | ------------- |
| Chinatown, yellow moon og den sorte fugl / Madsens septiktanker  | - Udgivet: 1988 - Selskab: Pusher - Format: CD          | —                 |               |
| Madsens største – fyrre af de fede                               | - Udgivet: 1996 - Selskab: Pladecompagniet - Format: CD | 9                 | - 2× Platin   |
| Madsen på den anden side                                         | - Udgivet: 2004 - Selskab: RecArt - Format: CD          | 5                 |               |
| En nat på Jorden                                                 | - Udgivet: 2005 - Selskab: Sony Music - Format: CD      | —                 |               |
| De tørre & de bedste                                             | - Udgivet: 2007 - Selskab: RecArt - Format: CD          | 13                |               |
| "—" markerer en udgivelse der ikke opnåede en hitlisteplacering. |                                                         |                   |               |